# Basavankoppa, Savanur
Basavankoppa là một làng thuộc tehsil Savanur, huyện Haveri, bang Karnataka, Ấn Độ.